# Justus Hermann Lipsius
Justus Hermann Lipsius (* 9. Mai 1834 in Leipzig; † 5. September 1920 ebenda) war ein deutscher klassischer Philologe.

## Leben
Lipsius wurde 1834 als Sohn des späteren Rektors der Thomasschule Karl Heinrich Adelbert Lipsius (1805–1861) geboren. Sein Vater gab ihm den Beinamen Justus. Er besuchte zunächst die Thomasschule und studierte nach dem Abitur Philologie und Theologie an der Universität Leipzig. Im Jahre 1856 promovierte er zum Dr. phil. Er wurde Vikar an der Nikolaischule in Leipzig. Im Jahr 1857 wurde er Adjunkt an der Thomasschule. 1857 wurde er Lehrer am Königlich Sächsischen Gymnasium St. Afra in Meissen, 1860 Oberlehrer und später Professor der Fürsten- und Landesschule Grimma. 1863 wurde er Konrektor und von 1866 bis 1877 war er Direktor der Nikolaischule Leipzig. 1869 wurde er außerordentlicher und 1877 ordentlicher Professor für Klassische Philologie an der Universität Leipzig. 1886/87 wirkte er als Dekan der Philosophischen Fakultät. 1891/92 war er Rektor der Universität. 1914 folgte seine Emeritierung. Er erhielt ehrenhalber durch die Universitäten Leipzig und Athen den Dr. iur. verliehen. Lipsius war ab 1885 Mitglied der Sächsischen Akademie der Wissenschaften (stellvertretender Sekretär der Philosophisch-historischen Klasse von 1899 bis 1914) und der Fürstlich Jablonowskischen Gesellschaft. Er war Komtur I. Klasse des sächsischen Zivilverdienstordens und des russischen Sankt-Stanislaus-Ordens.
Der Klassisch-Philologische Verein Leipzig im Naumburger Kartellverband ernannte ihn zum Ehrenmitglied.

## Werke
- De Sophoclis emendandi praesidiis. Leipzig 1860
- Quaestionum Lysiacarum specimen. Leipzig 1864 (Schulprogramm)
- Quaestiones logographicae. Leipzig 1886
- Die Bedeutung des griechischen Rechts. Leipzig 1893
- Das attische Recht und Rechtsverfahren. 3 Bände, Leipzig 1905–1915. Nachdrucke Hildesheim 1966, Darmstadt 1966
- Das attische Recht und Rechtsverfahren. Erster Band. O. R. Reisland, Leipzig 1905 (online).
- Der Historiker von Oxyrhynchos. Leipzig 1915
- Worte des Gedächtnisses an Bruno Keil. Leipzig 1916

Herausgeberschaft
- Georg Friedrich Schömann: Griechische Altertümer. Band 1: Das Staatswesen. 4. Auflage, Leipzig 1897
- Georg Friedrich Schömann: Griechische Altertümer. Band 2: Die internationalen Verhältnisse und das Religionswesen. 4. Auflage, Leipzig 1902